# 宋応星
宋 応星（そう おうせい、1587年頃 - 1666年頃）は、明末清初に活躍した中国の学者。『天工開物』の著者として知られる。字は長庚。

## 生涯
江西省南昌府奉新県の出身。万暦43年（1615年）に郷試に合格し、その後は地方役人などを歴任した。1637年に刊行された『天工開物』は図版入りの産業技術書で、鋳造・兵器・製陶など18の項目について詳細な説明がなされている。1644年に明が滅亡すると兄はこれを悲しんで自殺、宋応星自身はその後清朝に仕官せず生涯を終えた。